# Nicolaes Maes

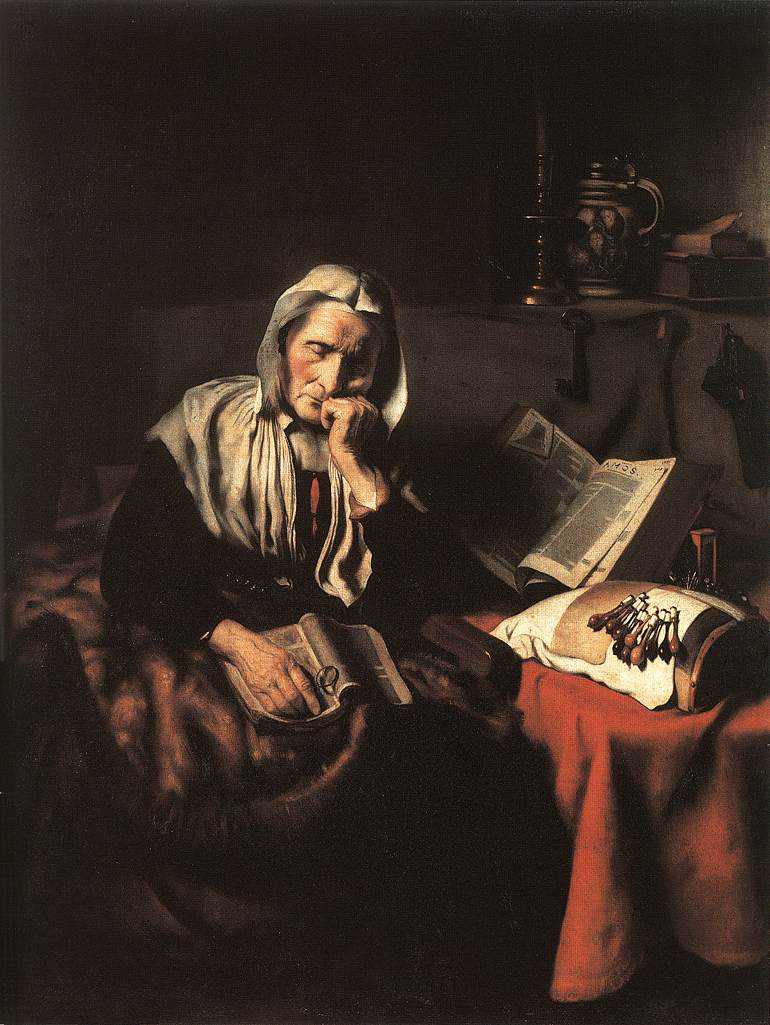
Dona vella endormiscada per Nicolaes Maes (1656) Oli sobre tela, 135 x 105 cm. Musées Royaux des Pretendents-Arts, Brussel·les

Nicolaes Maes, també conegut com a Nicolaes Maas (Dordrecht, gener de 1634 - Amsterdam, 20 de novembre de 1693 -enterrat-) fou un pintor neerlandès de gènere i retrats de l'Edat d'Or neerlandesa.

## Biografia
Maes Va néixer en Dordrecht, fill de Gerrit Maes, un pròsper comerciant, i Ida Herman Claesdr. El 1648 va anar a Amsterdam, on va entrar a l'estudi de Rembrandt. Abans del seu retorn a Dordrecht el 1653 Maes va pintar uns quants retrats de gènere d'estil Rembrandtesco, amb figures de mida real i en un profund brillant esquema de color, com el Somieig al Rijksmuseum, Amsterdam, els Jugadors de Cartes a la National Gallery de Londres, i els Nens amb un transport de cabra. Tant es va assemblar el seu estil al de Rembrandt que encara es troben obres a galeries de Leipzig i de Budapest, i en la col·lecció de Senyor Radnor, que encara són adscrites a Rembrandt.
En el seu millor període, de 1655 a 1665, Maes es va dedicar al gènere domèstic en una escala més petita, conservant en gran manera la màgia del color que havia après de Rembrandt. Només en rares ocasions va tractar temes escripturals, com a La marxa de Hagar, el qual ha estat adscrit a Rembrandt. Els temes favorits seus eren dones filant, o llegint la Bíblia, o preparant un àpat. Va tenir una fascinació particular amb el tema de confecció d'encaixos, fent una dotzena de versions d'aquest tema.
Va continuar a Dordrecht fins al 1673, que es va traslladar a Amsterdam, però va visitar i fins i tot viure algun temps a Anvers entre 1665 i 1667. El seu període a Anvers coincideix amb un canvi complet del seu estil i tema. Es va dedicar gairebé exclusivament al retrat, i va abandonar les harmonies intimes i brillants de color de la seva obra més primerenca per una elegància distreta que suggereix la influència de Van Dyck. Tan gran fou el canvi, que va donar augment a la teoria de l'existència d'un altre Maes, de Brussel·les. Els seus alumnes coneguts van ser Justus de Gelder, Margaretha Van Godewijk, Jacob Moelaert i Johannes Vollevens. Maes va morir a Amsterdam.
Maes té exposades a la National Gallery de Londres cinc pintures: El Bressol, L'esposa de l'holandès, El criat inactiu, Els Jugadors de Cartes, i el retrat d'un home. A Amsterdam poden ser trobats: al Rijksmuseum, el Criat Inquisitiu de la  col·lecció Sis; al Palau de Buckingham La Noia escolta (hi ha altres versions); i a la Casa Apsley Venent llet i L'Oient.

## Obres

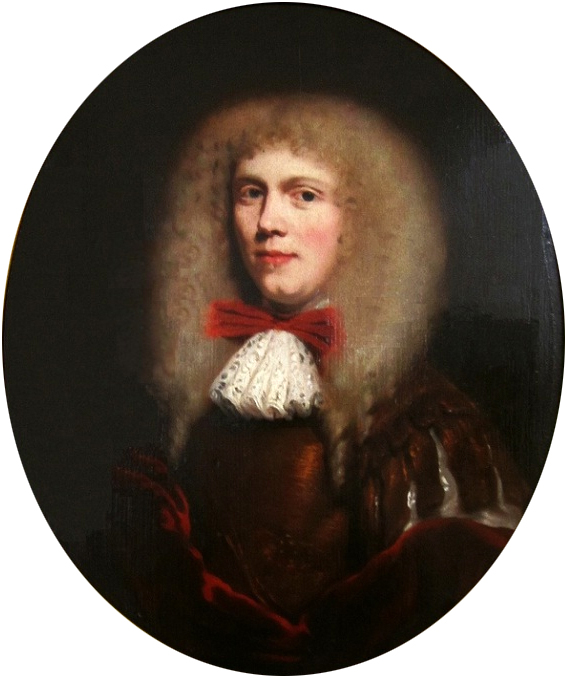
Retrat d'un home amb perruca (1660s) Oli damunt taula, 35.5 x 26.4 cm. Museu Nacional de Varsòvia

- Retrat de Laurence Hyde, Comte de Rochester - Oli sobre tela, 110,5 x 88 cm, col·lecció Privada
- Crist abans de Pilate (1649-1650) - Oli sobre tela, 216 x 174 cm, Museu de Belles Arts de Budapest
- Retrat de quatre nens (1657) - Oli sobre tela, 150 x 112 cm, Groeningemuseum, Bruges
- Crist beneint els nens (1652-1653) -Oli sobre tela, 206 x 154 cm, National Gallery de Londres
- Retrat de Justus Criex (1666) - Oli sobre tela, 109 x 92 cm, Museu de Belles Arts de Budapest
- Tafaner amb una dona de Reny (1655) - Oli sobre taula, 46,3 x 72,2 cm, col·lecció Privada
- El Criat inactiu(1655) - Oli sobre fusta, 70 x 53 cm, National Gallery de Londres
- El puntaire (1649-1650) - oli sobre tela -, Metropolitan Museum of Art, Nova York
- El puntaire (1655) - Oli sobre tela, Museu de les Belles Arts de Canada, Ottawa, Ontario
- Dona vella endormiscada (1656) - Oli sobre tela, 135 x 105 cm, Royal Museums of Fine Arts of Belgium, Brussel·les
- Retrat d'una Dona (1667) - Oli sobre tela, 90 x 72 cm, Musée d'Arras, Arras
- Retrat d'una Dona - Oli sobre tela, 89,6 x 71,2 Museum voor Schone Kunsten, Ghent
- Dona filant (1655) oli sobre taula, Rijksmuseum, Amsterdam
- Apòstol Tomàs (1656) oli sobre llenç, Staatliche Museen
- Dona puntejant un ànec (c. 1656) oli sobre llenç, Museu d'Art de Filadèlfia
- Dona vella pregant (c.1656) - Oli sobre tela, 134 x 113 cm, Rijksmuseum, Amsterdam
- Fent els comptes (1656) - Oli sobre tela, 66 x 54 cm Museu d'Art de Saint Louis
- El Tafaner (1657) - Oli sobre tela, 92 x 122 c, col·lecció Pública
- Retrat de Jacob Trip (c. 1660) - Oli sobre tela, 88 x 68 cm Museu de Belles Arts de Budapest
- Retrat de Margaretha de Geer, Muller de Jacob Trip (c. 1660) - Oli sobre tela, 88 x 68 Museu de Belles Arts de Budapest
- Nens banyant-se (1665–1670) - Oli sobre tela, 72 x 91 cm, Museu del Louvre, París
- Retrat de Simon Van Alphen (c.1680) - Oli sobre tela, 71 x 57cm, Rijksmuseum, Amsterdam